# Excorallana bicornis
Excorallana bicornis là một loài chân đều trong họ Corallanidae. Loài này được Lemos de Castro & Lima miêu tả khoa học năm 1974.